# Mariano I. Loza
Mariano I. Loza, también conocida como Estación Justino Solari por la estación de ferrocarril presente en ella, es una localidad argentina ubicada en el departamento Mercedes, provincia de Corrientes, a 267 kilómetros de la ciudad de Corrientes.

## Toponimia
Lo debe a Mariano Indalecio Loza, propietario junto a su esposa de los campos en que se asentara el poblado, que sería más tarde gobernador de la provincia.
El nombre de la estación lo debe a Justino Solari, Diputado Nacional por la provincia de Corrientes, quien propiciara la creación del ferrocarril que atraviesa la localidad uniendo Buenos Aires con la ciudad de Corrientes.

## Vías de acceso
Su principal vía de acceso es la ruta nacional 119, que la une por pavimento al norte con Mercedes y al sur con Curuzú Cuatiá. Otra vía de acceso es la ruta provincial 24, que la vincula al oeste con Perugorría y Goya.

## Historia
El 31 de agosto de 1893 el Agrimensor Molinari Correa efectuó la mensura de tierras pertenecientes al Dr. Mariano I. Loza y a Doña Juana Crespo de Loza, haciendo una subdivisión en la que un sector se reservó para el poblado. Esta fecha se considera de fundación de la localidad. En 1899 se erigió la capilla del culto católico que todavía perdura.
En 1914, se creó la Primera Comisión de Fomento, que sería elevado a municipio el 20 de marzo de 1924. En 1927 se determinó la jurisdicción de la Receptoria de Rentas.

## Infraestructura
Cuenta con 2 escuelas primarias, una escuela nocturna y un colegio secundario; una capilla, una sede del Registro Provincial de las Personas; una sala de primeros auxilios y una filial bancaria del Banco de Corrientes, la cual cuenta con un cajero automático (ATM) integrante de la Red Link.

## Población
Cuenta con 1 843 habitantes (Indec, 2010), lo que representa un descenso del 1,5% frente a los 1 871 habitantes (Indec, 2001) del censo anterior.
| Gráfica de evolución demográfica de Mariano I. Loza entre 1991 y 2010 |
|                                                                       |
| Fuente: Censos nacionales del INDEC                                   |

## Parroquias de la Iglesia católica en Mariano I. Loza
| Diócesis        | Goya        |
| --------------- | ----------- |
| Unidad pastoral | San Antonio |